# Скажи, що любиш мене!
«Скажи, що любиш мене!» — радянський телефільм 1977 року, знятий режисером Максудом Ібрагімбековим на кіностудії «Азербайджанфільм».

## Сюжет
У селище розміщене на березі моря відпочити приїжджають молоді герої та допомагають правоохоронцям виявити браконьєрів.

## У ролях
- Сабіна Гасанова — Сабіна (озвучення: О. Гобзєва)
- Самір Бабіров — Самір (озвучення: С. Захаров)
- Земфіра Цахілова — Земфіра-ханум (озвучення: Л. Даниліна)
- Расмі Джабраїлов — Расмі (озвучення: В. Філіппов)
- Натіг Расулзаде — слідчий (озвучення: О. Голубицький)
- Рафік Касімов — Рафік (озвучення: В. Соколов)
- Нодар Шашик-огли — Нодар (озвучення: О. Мокшанцев)
- Наїб Расулов — міліціонер (озвучення: Ю. Леонідов)
- Лариса Халафова — Лариса (озвучення: Р. Макагонова)
- Мелік Дадашев — підполковник міліції (озвучення: К. Тиртов)
- Талят Рахманов — Давуд (озвучення: М. Граббе)
- Гюмрах Рагімов — водій (озвучення: Г. Крашенинников)

## Знімальна група
- Режисер — Максуд Ібрагімбеков
- Сценарист — Максуд Ібрагімбеков
- Оператор — Валерій Керімов
- Композитор — Фіруз Бахар
- Художник — Фікрет Багіров